# Großsteingrab Gandløse Eget 2
Das Großsteingrab Gandløse Eget 2 ist eine megalithische Grabanlage der jungsteinzeitlichen Nordgruppe der Trichterbecherkultur im Kirchspiel Ganløse in der dänischen Kommune Egedal. Es wurde 1875 archäologisch untersucht.

## Lage
Das Grab liegt nördlich von Ganløse in der Mitte des Waldgebiets Ganløse Eged. In der näheren Umgebung gibt bzw. gab es zahlreiche weitere megalithische Grabanlagen.

## Forschungsgeschichte
Im Jahr 1875 führte Sophus Müller für das Dänische Nationalmuseum eine Dokumentation und eine Ausgrabung der Fundstelle durch. Eine weitere Dokumentation erfolgte 1942 durch Mitarbeiter des Nationalmuseums.

## Beschreibung

### Architektur
Die Anlage besitzt eine runde Hügelschüttung, über deren Größe unterschiedliche Angaben vorliegen. Der Bericht von 1875 nennt einen Durchmesser von 10 m, der Bericht von 1942 hingegen einen Durchmesser von 8 m. Der Hügel besteht aus Erde, Steinen und Feuerstein-Grus. Von der Umfassung sind sieben Steine erhalten, davon fünf nebeneinander auf einer Seite des Hügels und die anderen beiden gegenüber. Sie sind zwischen 0,9 m und 1,2 m hoch.
Etwas außerhalb der Mitte des Hügels befindet sich eine Grabkammer, die als Urdolmen anzusprechen ist. Sie ist nordwest-südöstlich orientiert und hat einen rechteckigen Grundriss. Sie hat eine Länge von 1,4 m und eine Höhe von 1,5 m. Die Kammer besteht aus je einem Abschlussstein an den Schmalseiten und einem Wandstein an der nordöstlichen Langseite. Der südwestliche Wandstein fehlt, ebenso der Deckstein.
Die Kammer wies in einer Tiefe von etwa 0,9 m ein Pflaster auf, das aus einer unteren Schicht aus Steinplatten, einer mittleren Schicht aus Feuerstein-Grus und einer oberen Schicht aus Steinplatten bestand. Darunter folgte der anstehende Sandboden. Über dem Pflaster folgte eine Verfüllung aus Erde und Steinen und darüber in einer Tiefe von etwa 0,6 m ein weiteres Plaster aus Steinplatten. Nach einer weiteren Verfüllschicht aus Erde und Steinen folgte in etwa 0,45 m Tiefe ein drittes Pflaster und schließlich in 0,3 m Tiefe ein viertes. Ober- und unterhalb dieses letzten Pflasters wurde nur Erde als Verfüllmaterial festgestellt.

### Funde
Auf den drei unteren Bodenpflastern wurden schlecht erhaltene Skelettreste gefunden. Als einzige Grabbeigabe wurde auf dem untersten Pflaster ein länglicher Feuerstein-Abschlag entdeckt. Bei dieser untersten Bestattung wurden außerdem einige sehr kleine Kohlestückchen gefunden.